# ヌメリウス・ファビウス・ピクトル
ヌメリウス・ファビウス・ピクトル（ラテン語: Numerius Fabius Pictor、生没年不詳）は共和政ローマのパトリキ（貴族）出身の政治家・軍人。紀元前266年に執政官（コンスル）を務めた。

## 経歴

### 一族
凱旋式のファスティによれば、ヌメリウス・ファビウス・ピクトルの父はガイウス・ファビウス、祖父はマルクス・ファビウスである。したがって、画家として有名なガイウス・ファビウス・ピクトル（en）が彼の父、紀元前269年の執政官であるガイウス・ファビウス・ピクトルが兄であると思われる。

### 外交使節として
ピクトルは紀元前273年にエジプト王プトレマイオス2世に派遣された外交使節の一員に選ばれている。同行したのは紀元前269年に執政官を務める事になるクィントゥス・オグルニウス・ガッルスで、使節を率いたのは伯父に当たるクィントゥス・ファビウス・マクシムス・グルゲスであった。

### コンスルシップ
紀元前266年に執政官に就任、同僚執政官はデキムス・ユニウス・ペラであった。両執政官はウンブリアへ出征し、サルシナに対して勝利して凱旋式を実施し、さらにはカラブリアにも出征してメサッピア（en）らに対する勝利のために任期中に2度目の凱旋式を実施している。この勝利により、ほぼイタリア全土にローマの支配が及んだ。

## 参考資料
- Friedrich Münzer : Fabius 124 . In: Pauly's Real Encyclopaedia of Classical Antiquity . Vol. VI 2. Stuttgart 1907. Sp. 1836.
- T. R. S. Broughton (1951, 1986). The Magistrates of the Roman Republic Vol.1. American Philological Association